# Joseph-Marie Martin

Kardinalswappen

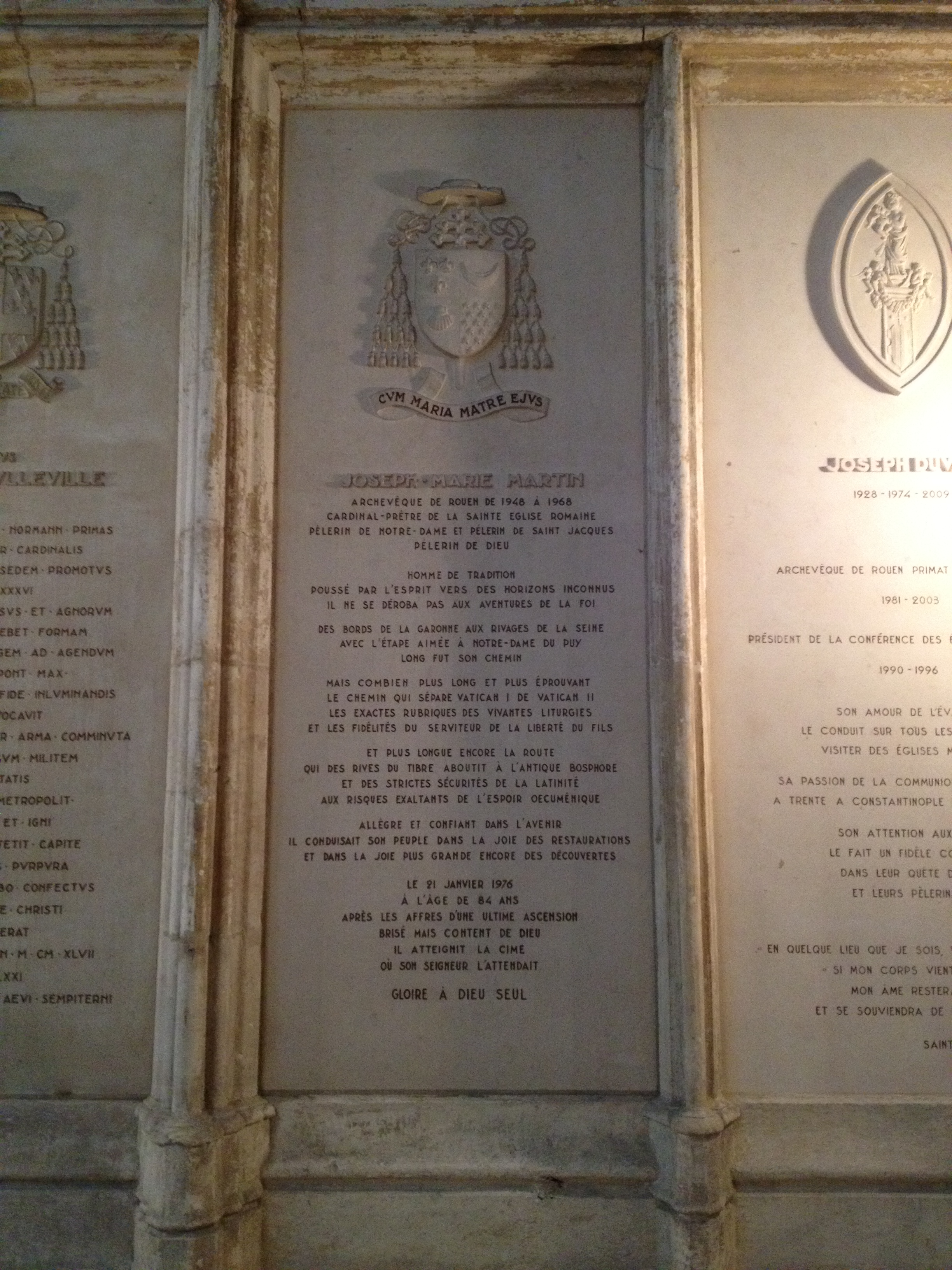
Gedenkplatte für Kardinal Martin in der Kathedrale zu Rouen

Joseph-Marie-Eugène Kardinal Martin (* 9. August 1891 in Orléans; † 21. Januar 1976 in Rouen) war Erzbischof von Rouen und Primas der Normandie.

## Leben
Er wurde als Joseph-Marie Martin in Orléans geboren und erhielt bei seiner Taufe den zusätzlichen Namen Eugène. Er studierte am Theologischen Seminar in Bordeaux, bevor er in der französischen Armee während des Ersten Weltkrieges diente, in dem er schwer verletzt wurde. Martin empfing am 18. Dezember 1920 die Priesterweihe und war danach bis 1940 in der pastoralen Arbeit der Erzdiözese Bordeaux tätig. In den Jahren zwischen 1937 und 1940 war er Generalvikar von Bordeaux.
Papst Pius XII. ernannte ihn am 9. Februar 1940 zum Bischof von Le Puy-en-Velay. Der Erzbischof von Bordeaux Maurice Feltin spendete ihm am 2. April desselben Jahres die Bischofsweihe; Mitkonsekratoren waren Clément Joseph Mathieu, Bischof von Aire und Dax und Louis Liagre, Bischof von La Rochelle. Er verwaltete das Bistum Le Puy-en-Velay bis zu seiner Ernennung zum Erzbischof von Rouen am 11. Oktober 1948. Er nahm am Zweiten Vatikanischen Konzil von 1962 bis 1965 teil.
Paul VI. nahm ihn 22. Februar 1965 als Kardinalpriester mit der Titelkirche Santa Teresa al Corso d’Italia in das Kardinalskollegium auf. Kardinal Martin glaubte, dass die Reaktion der konservativen Katholiken auf die Einführung der Volkssprache in die Messe zu einem Schisma führen könnte. Am 29. Mai 1968 nahm Paul VI. Martins aus Altersgründen vorgebrachtes Rücktrittsgesuch an und später verlor er das Recht zur Teilnahme an einer Konklave, weil er am 9. August 1971 das 80. Lebensjahr überschritt.
Der Kardinal starb am 21. Januar 1976 im Alter von 84 Jahren in Rouen und wurde in der Kathedrale von Rouen beigesetzt.
1942 gehörte Bischof Joseph-Marie Martin von Le Puy zu den französischen Prälaten, die sich offen gegen den Antisemitismus des Vichy-Regimes aussprachen.